# Euryoryzomys russatus
Az Euryoryzomys russatus az emlősök (Mammalia) osztályának rágcsálók (Rodentia) rendjébe, ezen belül a hörcsögfélék (Cricetidae) családjába tartozó faj.

## Rendszertani besorolása
2006-ig az Euryoryzomys russatus, az összes többi Euryoryzomys-fajjal együtt az Oryzomys nembe volt sorolva.

## Előfordulása
Az Euryoryzomys russatus Dél-Amerika egyik endemikus rágcsálója. Az előfordulási területe Brazília déli részét, Paraguay felét, valamint Argentína legészakkeletibb részét foglalja magába.

## Wilhelm Leche rajzai azEuryoryzomys russatusról

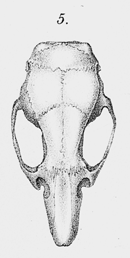
A koponyája felülről
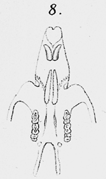
A szájpadlása és a felső fogazata
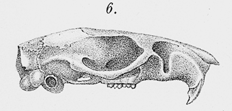
Felső állcsontja
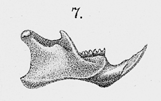
Állkapocscsontja

### Fordítás
- Ez a szócikk részben vagy egészben  az   Euryoryzomys russatus című angol Wikipédia-szócikk ezen változatának fordításán alapul.  Az eredeti cikk szerkesztőit annak laptörténete sorolja fel. Ez a jelzés csupán a megfogalmazás eredetét és a szerzői jogokat jelzi, nem szolgál a cikkben szereplő információk forrásmegjelöléseként.